# Yaqub Beg
Yaqub Beg ou Muhammed Yaqub Bek (Яъқуб-бек en tadjik), né en 1820 à Pskent (Khanat de Kokand) et mort le 30 mai 1877 à Korla (Yarkand), est un officier et homme politique tadjik qui est devenu émir du royaume de Kachgar.

## Biographie
Il commande l'armée du khanat de Khokand de 1847 à 1853. Il est nommé commandant en chef en 1865. De 1864 à 1877, il dirige les opérations de révolte contre la Chine et prend Kachgar et Yarkand. En 1866, il s'empare de la majeure partie du Turkestan chinois et déclare l'indépendance du royaume de Kachgarie. Il signe alors des traités avec l'Empire ottoman, la Russie et la Grande-Bretagne et obtient des armes de l'Empire ottoman. 
Défait par l'armée du général Tso-Tsung-T'ang, il se serait suicidé ou serait mort prisonnier à Korla (Yarkand). 
Jules Verne le mentionne dans le chapitre XVI de son roman Claudius Bombarnac. 